# ヤジャマン
『ヤジャマン 踊るマハラジャ2』（ヤジャマン おどるマハラジャツー）は、1999年4月に日本公開されたタミル語インド映画。インドでの公開年月日は1993年6月13日。

## 概要
前年日本で公開された『ムトゥ 踊るマハラジャ』よりも前に製作された作品であり内容自体も全くの別物であるが、主演のラジニカーントとヒロイン役のミーナの初共演作品である。
1997年の東京国際ファンタスティック映画祭で話題を呼んだ『ムトゥ』に続いて、翌年の同祭で『ヤジャマン』をプロデュースした映画評論家の江戸木純は『サスペリアPART2』に倣って『踊るマハラジャ2』の副題を付けたと公言している。
『ムトゥ』とは打って変わったシリアスなストーリー展開であるため、『ムトゥ』とのテイストの違いに驚く人も多い。一時期「踊るパラダイス」という副題が付いていたこともある。

## ストーリー
ある村に住む男ヤジャマンと冷酷な悪党ワッラワラーヤは、村の指導者の座をめぐって争い続けてきた因縁のライバル同士であった。牛車レースに勝ち、村一番の美しい娘ワイティーシュワリ（ミーナ）を妻にするが、ワッラワラーヤは、ヤジャマンの跡継ぎを絶やそうとワイティーシュワリに毒を盛って子供の埋めない体にした挙句、子どもの産めない指導者などはふぬけだと村中に吹聴して回る。悩んだワイティーシュワリは妊娠したと嘘をつくが、隠し切ることが出来ず、思い悩んだ末に彼に思いを寄せる女性と結婚するようヤジャマンに言い残して祝いの席で自殺してしまう。妻を奪われた怒りに燃えるヤジャマンは復讐に立ち上がる……。

## スタッフ
監督／脚本／歌詞
R・V・ウダヤクマール

## 出演
- ヤジャマン：ラジニカーント
- ワイティーシュワリ：ミーナ
- ワッラワラーヤ：ナポレオン